# Sniper Elite 4
Sniper Elite 4 – komputerowa gra akcji wyprodukowana i wydana przez brytyjskie studio Rebellion Developments. Gra została wydana 14 lutego 2017 roku na platformę PC, PlayStation 4 oraz Xbox One. Jest to czwarta część z serii Sniper Elite.

## Fabuła
Fabuła Sniper Elite 4 została osadzona na terenie Półwyspu Apenińskiego. Głównym bohaterem gry jest Karl Fairburne. Jego zadaniem jest przygotowanie przy pomocy włoskiego ruchu oporu do inwazji Aliantów na okupowane przez Niemcy Włochy oraz powstrzymanie nazistów przed stworzeniem specjalnej broni.

## Rozgrywka
Poza misjami głównymi, które gracz może wykonywać w dowolnej kolejności i w dowolny sposób gra oferuje misje poboczne. Tak jak w poprzedniej części gra zawiera mechanikę snajperską, dzięki czemu na wyższych poziomach trudności podczas wykonywania strzału istotne są czynniki takie jak prędkość, kierunek wiatru i wpływ grawitacji na tor lotu pocisku. Gracz ma również możliwość zerowania lunety w zależności od odległości do celu. Gracz może przechodzić misje w pojedynkę lub w trybie współpracy z innym graczem.

## Wydanie
Gra została zapowiedziana 7 marca 2016 roku. 13 marca odbył się pokaz gry w wersji pre-alfa. 16 czerwca gra została zaprezentowana podczas wystawy Electronic Entertainment Expo. Gra została wydana 14 lutego 2017 roku na platformę PC, PlayStation 4 oraz Xbox One.